# Conde de São Martinho
Conde de São Martinho é um título nobiliárquico criado por D. Miguel I de Portugal, por Carta de 3 de Março de 1829, em favor de Ascenso de Siqueira Freire de Sousa de Abreu Cardoso de Magalhães e Meneses.
Titulares
1. Ascenso de Siqueira Freire de Sousa de Abreu Cardoso de Magalhães e Meneses, 1.º Conde de São Martinho;
2. António José de Siqueira Freire de Sousa Chichorro de Abreu Cardoso de Castro e Calvos Cerniche, 2.º Conde de São Martinho;
3. Ascenso António de Siqueira Freire, 3.º Conde de São Martinho;
4. Ascenso António de Siqueira Freire, 4.º Conde de São Martinho.

Após a Implantação da República Portuguesa, e com o fim do sistema nobiliárquico, usaram o título: 
1. Ascenso Inácio de Siqueira Freire, 5.º Conde de São Martinho;
2. António José Aniceto de Siqueira Freire, 6.º Conde de São Martinho, 7.º Conde da Azambuja;
3. Maria Joana Aouad de Mendoça de Siqueira, 7.ª Condessa de São Martinho, 8.ª Condessa da Azambuja.